# Principi d'equivalència
El principi d'equivalència és el principi físic fonamental de la relativitat general i de diverses altres teories mètriques de la gravetat. Afirma que, puntualment, és indistingible un sistema de camp gravitatori d'un sistema de referència no inercial accelerat. Així, fixat un determinat esdeveniment instantani de naturalesa puntual p (un esdeveniment o succés) en el si d'un camp gravitatori, pot ser descrit per un observador accelerat situat en aquest punt, com movent-se lliurement. És a dir, hi ha un cert observador accelerat que no té manera de distingir si les partícules es mouen o no dins d'un camp gravitatori.
Per exemple, si hom cau després d'una pedra des d'un penya-segat, la veurem baixar amb velocitat constant, exactament igual que si no existís el camp gravitatori que fa caure aquesta persona. El mateix els passa als astronautes a l'entorn de la seva nau, en què els sembla que tot flota com si no caigués cap a la Terra seguint la seva òrbita.
Aquest principi va ser utilitzat per Albert Einstein per intuir que la trajectòria de les partícules en caiguda lliure en el si d'un camp gravitatori depèn únicament de l'estructura mètrica del seu entorn immediat o, el que és igual, del comportament dels metres i els rellotges patrons al voltant seu.
Formalment, solen presentar tres tipus de principi d'equivalència per formular les lleis del moviment dels cossos: 
- Dèbil o principi d'equivalència de Galileu.
- Principi d'equivalència d'Einstein.
- Principi d'equivalència fort.

## Formulacions del principi d'equivalència

### Principi d'equivalència dèbil
La formulació feble es pot enunciar de la manera següent: "El moviment de qualsevol partícula de prova en caiguda lliure és independent de la seva composició i estructura". Aquest principi es remunta al llibre de Galileo Galilei Diàlegs sobre les dues noves ciències, en el qual Galileu narra que, després de realitzar diversos experiments amb diferents tipus de materials, arriba a la conclusió que en un medi sense resistència tots els cossos cauen amb la mateixa acceleració.

### Principi d'equivalència d'Einstein
La formulació d'Albert Einstein s'obté en incorporar la relativitat especial al principi d'equivalència de Galileu. Formalment, pot enunciar-se de la manera següent:
El resultat de qualsevol experiment no gravitacional en un laboratori desplaçant-se en un sistema de referència inercial és independent de la velocitat del laboratori o de la seva localització en l'espaitemps. Aquesta és la forma més usual del principi d'equivalència. Una altra manera de formular el principi d'equivalència fort és que, en un veïnatge prou petit de l'espaitemps, les lleis de la física no gravitacionals obeeixen les lleis de la relativitat especial en un marc de referència en caiguda lliure o marc geodèsic, és a dir, un marc de referència l'origen de coordenades del qual es mou al llarg d'una línia geodèsica.

### Principi d'equivalència fort
El principi d'equivalència fort es formula de la manera següent: El moviment gravitacional d'un cos depèn únicament de la seva posició inicial en l'espaitemps i no de la seva constitució, i el resultat de qualsevol experiment local, gravitacional o no, en un laboratori movent-se en un sistema de referència inercial és independent de la velocitat del laboratori i de la seva localització en l'espaitemps. És a dir, en un marc de referència en caiguda lliure, i en un veïnatge prou petit de l'espaitemps, totes les lleis de la física obeeixen la teoria de la relativitat especial.
El principi d'equivalència fort suggereix que la gravetat és de naturalesa purament geomètrica (això és, la mètrica determina els efectes de la gravetat) i no conté cap camp addicional associat amb aquesta.